# Durlston Castle

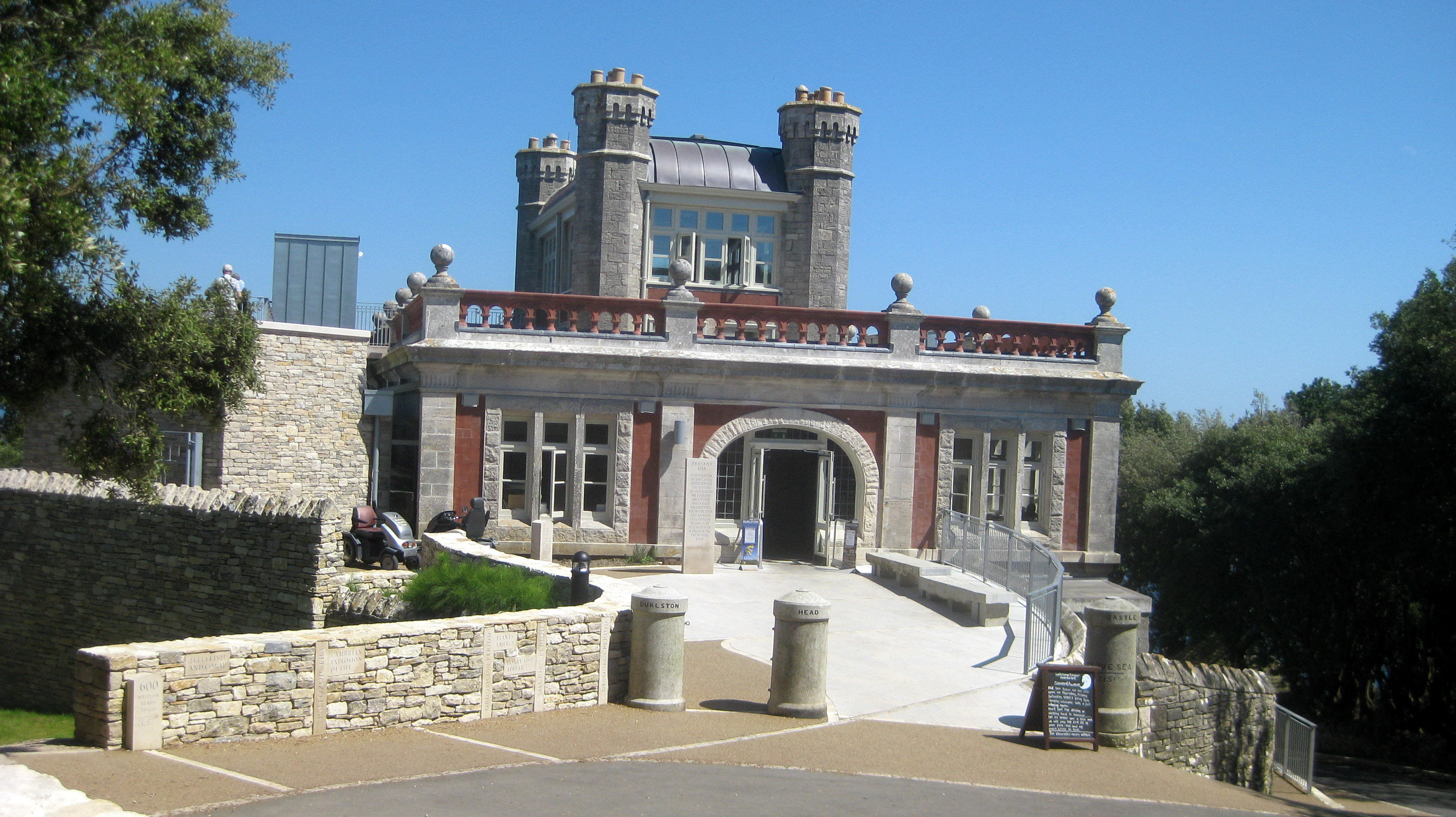
Durlston Castle Haupteingang, Juli 2012

Das Durlston Castle wurde auf dem Hügel Durlston Head oberhalb Durlston Bay innerhalb des Durlston Country Parks errichtet. Der Durlston Country Park liegt südlich von Swanage auf der Isle of Purbeck, in der Grafschaft Dorset an der Südküste von England.

## Vorgeschichte
In der Umgebung von Swanage gibt es zahlreiche historische Steinbrüche, die sich vor allem entlang der Klippen im Süden erstrecken. In diesen Steinbrüchen wurde der Portland-Stein, Purbeck-Stein und Purbeck-Marmor gebrochen.
John Mowlem (1788–1868) und sein Neffe George Burt (1816–1894), beide aus Swanage, waren erfolgreiche Steinhändler und Bauunternehmer in London. Sie wollten den Ort Swanage zu einem prosperierenden Ort entwickeln.

## Lage
Im Jahr 1862 kaufte George Burt die Hügel um Durlston Head. Auf diesem Gebiet befanden sich einige Steinbrüche, in denen sein Unternehmen mit dem Kalkstein brach. Er wollte dieses Gebiet zur touristischen Attraktion entwickeln, deshalb baute er im Jahre 1887 eine kleine Burg auf dem Hügel, ein Folly. Durlston Castle wurde von den Architekten G. R. Crickmay aus Weymouth konzipiert und 1886–1887 von W. M. Hardy vollständig aus lokalem Stein erbaut. Das „Schloss“ wurde als Restaurant für die Besucher seines Grundstückes gebaut. In einer Seitenwand des Schlosses sind eine Sonnenuhr und zwei Steintafeln angebracht. Die Tafeln sind beschriftet, weisen verschiedene Statistiken und den Verlauf der Gezeiten aus. Die Sonnenuhr ist als Weltzeituhr konzipiert.
Burt ließ auch den Great Globe, eine 40 Tonnen wiegende Weltkugel herstellen, die drei Meter im Durchmesser beträgt. In den Globus ist die Weltkarte nach den Erkenntnissen von 1880 eingraviert.
Die Wanderwege rund um die Burg und den Great Globe sind mit gusseisernen Poller umgeben, die von London gebracht wurden. Rund um das gesamte Anwesen gibt es weitere Steinplatten mit Zitaten von Shakespeare und aus der Bibel sowie Landkarten mit dem Ärmelkanal und des Vereinigten Königreichs sowie weitere Fakten über die biologische Entwicklung der Erde.

## Restaurierung

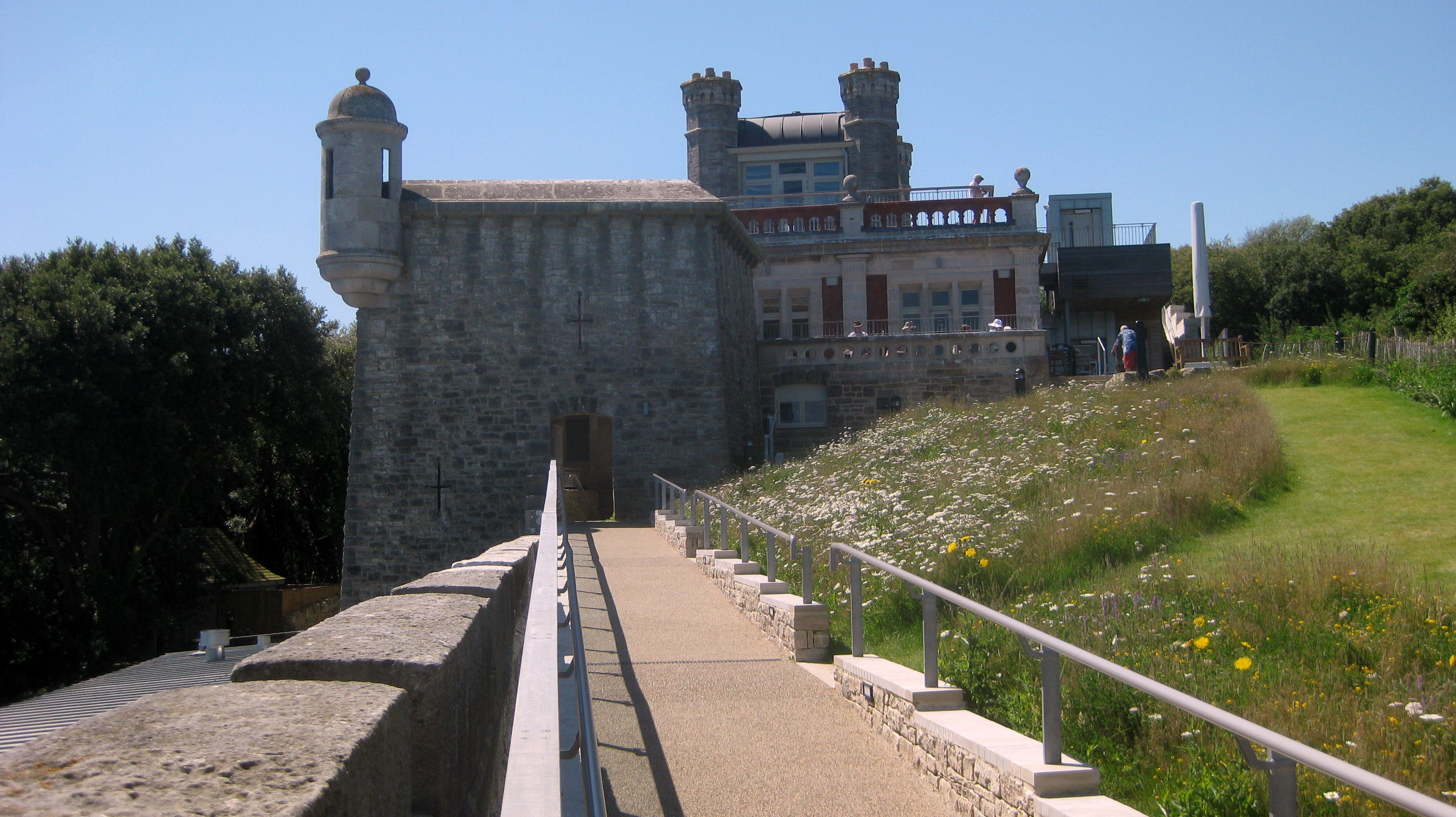
Durlston Castle blick von hinten

Die Besitzer von Durlston Castle wechselten nach dem Zweiten Weltkrieg ständig, bis schließlich das Dorset County Council es im Jahre 1973 kaufte. Von Mitte April 2010 bis Ende 2011 wurde das Castle völlig restauriert. Die Kosten beliefen sich auf 5,5 Millionen Pfund. Das Schloss hat jetzt ein Restaurant und beherbergt das Jurassic Coast Visitor Centre welches für die Öffentlichkeit zugänglich ist.
Von Orcombe Point, in Westen, bis zur Isle of Purbeck, im Osten, erstreckt sich ein Küstenstreifen, der als erste Naturlandschaft in England von der UNESCO zum Weltnaturerbe erklärt wurde. Durlston Country Park mit Durlston Castle ist Teil der Jurassic Coast, es zählt zu den Naturwundern dieser Welt und der Küste ist bekannt für seine Fossilien.